# Méribel Ice Palace
Méribel Ice Palace är en ishall i Méribel, Frankrike. Den byggdes 1991 med en publikkapacitet på 8 000 personer. 1992 års olympiska ishockeyturnering spelades här. Efter spelen ändrades namnet Patinoire Olympique (olympiska isbanan), och publikkapaciteten minskades till 2 400, och delar av hallen gjordes senare om till bland annat simbassäng och restaurang.